# 静岡県立駿河総合高等学校
静岡県立駿河総合高等学校（しずおかけんりつ するがそうごうこうとうがっこう）は、静岡市駿河区有東三丁目に所在する県立高等学校。略称は「駿総」（するそう）。

## 概要
2005年（平成17年）3月に静岡県・静岡県教育委員会の公表した「静岡県立高等学校第二次長期計画」と2007年（平成19年）10月に静岡市・静岡市教育委員会の公表した「静岡市高等学校基本計画」及び「静岡市内の公立高等学校の共同再編計画」、「静岡市内の公立高等学校の共同具体構想」に基づき、静岡県立静岡南高等学校と静岡市立商業高等学校を再編整備して開設された県立高等学校。
また、静岡南高に併設されていた静岡県立静岡北特別支援学校南の丘分校も静岡南高の併合に伴い駿河総合高校内に移転した。

## 設置学科
全日制課程
- 総合学科
  - 人文社会系列
  - 自然科学系列
  - ビジネス総合系列
  - デザイン系列
  - 生活文化系列
  - ものづくり総合系列

### かつて設置されていた学科
- 普通科 - 2012年度以前入学の静岡県立静岡南高等学校生が在籍した。2014年度卒業生をもって閉科。学年制を用いていた。
- 商業科 - 2012年度以前入学の静岡市立商業高等学校生が在籍した。2014年度卒業生をもって閉科。学年制を用いていた。

## 沿革
- 2005年（平成17年）3月 - 静岡県・静岡県教育委員会が「静岡県高等学校第二次長期計画」を発表。
- 2007年（平成19年）
  - 10月 - 静岡市・静岡市教育委員会が「静岡市高等学校基本計画」を発表。
  - 10月29日 - 静岡県・静岡県教育委員会と静岡市・静岡市教育委員会が「静岡市内の公立高等学校の再編整備に関する議定書」を締結。「静岡市内の公立高等学校の再編整備について共同で検討する委員会」を設置。
- 2008年（平成20年）
  - 1月 - 静岡県・静岡県教育委員会、静岡市・静岡市教育委員会が「静岡市内の公立高等学校の共同再編計画」を発表。
  - 3月 - 静岡県・静岡県教育委員会、静岡市・静岡市教育委員会が「静岡市内の公立高等学校の共同具体構想」を発表
- 2013年（平成25年）
  - 4月1日 - 静岡県立静岡南高等学校と静岡市立商業高等学校が合併し、開校。
  - 4月5日 - 静岡県立駿河総合高等学校総合学科第一期生が入学。

## 著名な出身者
- 北川航也（サッカー選手）
- 杉山一樹（プロ野球選手）
- 紅林弘太郎（プロ野球選手）
- 竹下潤（元プロ野球選手）静岡市立商業卒業
- 小林聖 (陸上選手)

## アクセス
- 静岡駅南口からバス、みなみ線 内回り｢駿河総合高校前｣下車すぐ
- 静岡駅北口からバス、県立病院・高松線 登呂コープタウン行乗車｢富士見台・駿河総合高校入口｣下車、徒歩4分

## 駿河総合高校の強み
駿河総合高校は「総合的な探究の時間」という必修授業がある。この授業では、１年間かけて決められたテーマをフィールドワークや外部講師を招いての学びを通して、『社会を１mmでも動かす』取り組みを行う。
この授業がきっかけの１つとして立ち上がった、「有志団体US」という団体がある。この団体は、有志メンバー６名がボランティア活動や企画・運営を行っている。企業とのコラボ企画や、静岡県で行われるイベントへブース出展を通してSDGsの啓発活動に取り組んでいるとのこと。この団体の評価は高く、様々な大会で表彰を受けている。